# Osmylus taiwanensis
Osmylus taiwanensis är en insektsart som beskrevs av Tim R. New 1991. Osmylus taiwanensis ingår i släktet Osmylus och familjen vattenrovsländor. Inga underarter finns listade i Catalogue of Life.